# Amida de potasio
La amida de potasio es un compuesto inorgánico cuya fórmula química es KNH2. Al igual que otras amidas de metales alcalinos, es un sólido blanco que se hidroliza fácilmente. Es una base fuerte.

## Producción
La amida de potasio se produce por la reacción del amoníaco con el potasio. La reacción suele requerir un catalizador.

## Estructura
Tradicionalmente, la KNH2 se considera una sal simple, pero tiene un carácter covalente significativo y está muy agregada en solución amoniacal. El compuesto se ha caracterizado por cristalografía de rayos X como la forma sin disolvente, así como los solvatos mono y diamoniacal. En KNH2·2NH3, los centros de potasio están unidos cada uno a dos ligandos amido y cuatro ligandos amonio, los seis forman un puente con los centros de potasio adyacentes. El resultado es una cadena de iones de potasio hexacoordinados. Las distancias K-NH2 son 2,7652(11) mientras que las distancias K-NH3 son respectivamente 2,9234(11) y 3,0698(11) Å.